# گداولا
گداولا یک روستا در سری‌لانکا می‌باشد؛ و دراستان مرکزی واقع شده است.